# 秋元きつね
秋元 きつね（あきもと きつね、1968年9月12日 - 2014年10月20日）は、CG作家・ゲームクリエイター。
本名：秋元 一秀（あきもと かずひで）。有限会社件（くだん）代表取締役。1980年代後半、ミュージシャン平沢進の下でAmigaを学ぶ。代表ゲーム作品に、現在もゲーム業界での評価が高い作品『せがれいじり』がある。

## 略歴
1980年代後半、19歳頃にミュージシャン平沢進 (P-MODEL) のもとで「丁稚奉公」と称して参加。平沢を「師匠」と呼んでいた。戸川純、あがた森魚などのステージやレコーディングにも参加したが、平沢進の元で学んだAmigaを片手にフジテレビ深夜『アインシュタイン』にて「CG丁稚」として採用され、映像業界へ転身。
その後、個人経営のCG制作者を意味する「CG屋さん」を名乗り始める。主に子供向けのイラストやアニメーションを制作しながら、自身の作品制作を続けていた。
1992年、CG映像を駆使した子供向け番組『ウゴウゴルーガ』に参加し、「とのさま」「がんばれまさおくん」その他色々なコーナーを担当。また2003年 - 2013年に井上雪子とのユニット「ノラビット!」として活動、子供向けのイラストやコンテンツを制作。
一方、インディーズバンド「Hz（ヘルツ）」を主催し、都内ライブハウスで1990年代初頭からCGアニメーションと音楽を同期させた独特のライブ活動を展開。後に不定期で「ジラファント7」「Spiky Spoon」として同様に映像＋音楽活動を行っていた。
1999年、PlayStation用ゲームソフト『せがれいじり』を株式会社エニックス（現スクウェア・エニックス）より発売。17万本を売り上げる。
2001年、横浜トリエンナーレに作品を出品。四畳半の部屋のなかで障子に映されたアニメーションと、サラウンドでミックスされた音楽を聴くという不思議な展示を発表。2005年の愛知万博で指名アーチストにも選ばれた。
2014年10月に死去していたことをフジテレビのディレクター、福原伸治がTwitter上で明らかにした。46歳没。後日、10月20日に糖尿病の悪化による急性大動脈解離 で永眠したことが「友人一同」名義で公表された。

## 主な仕事歴

### ソロ

#### テレビ番組
- アインシュタイン（1991年、フジテレビ）
- たけし＆逸見の平成教育委員会（1991年、フジテレビ）出題＆回答アニメ製作
- ウゴウゴルーガ（1992年、フジテレビ）「がんばれまさおくん」「とのさま」他
- 電光超人グリッドマン（1993年）怪獣CG
- ウルトラマンティガ（1996年、円谷プロ）オープニングロゴ
- おはスタ内放映「ハコいりせがれ」
- SmaSTATION!!内放映「ムダベラベラ」（2002年）「ムダオヤジ」（2004年）
- MTV Networks Japan「ムダブンブン」（2007年）
- ポンキッキーズ21・うたであそぼうピンポンパン（2001年、BSフジ）「はてなくん」アニメーション
- beポンキッキーズ内放映「キリンだゾウ!」（2014年、BSフジ）アニメーション

#### ゲームソフト
- せがれいじり （1999年、エニックス、PlayStation）原作・映像・音楽・演出
- 続せがれいじり～変珍たませがれ～ （2002年、エニックス、PlayStation 2）

#### イベント
- 妄想歌舞伎ナイト（市川染五郎＋君野倫子）（2010年〜2014年）ゲスト出演＋動画制作
- オレ♡劇場 （2010年）上映＋トークショー（うるまでるび＋ケロケロキング）
- オレ♡劇場2（2010年）上映＋トークショー（秋元きつね＋ピョコタン）
- オフィスたにぞう「スマイルキッズオンステージ（2012年 - 2013年）イベントOP映像
- カブキ国への誘い（2014年、市川染五郎・ガチャピン・ムック）動画制作

#### イラスト・映像作品
- スクールデイズ （2005年）CG
- ヤンス!ガンス! MEAT OR DIE（2009年）
2009年 東京コンテンツマーケットグランプリ受賞
2010年 アヌシー国際アニメーション映画祭・オタワ国際アニメーション映画祭ノミネート
- UFo （横浜トリエンナーレ2001参加作品）
- 珍類ドットコム（2008年、オリジナル企画Webサイト）
- コードフリーク （サイバーガジェット）（2009年）PR映像
- 「楽しい方へどんぶらこ」イラスト（2010年、朝日チャリティ美術展）
- 「キリンだゾウ」イラスト（2011年、朝日チャリティ美術展）
- 「Happy Globe」イラスト（2013年、朝日チャリティ美術展）
- 市川染五郎の妄想歌舞伎デイズ（2011年、iPhoneアプリ）動画収録
- ひろみち・たにぞうの運動会カーニバル（2014年、世界文化社／キングレコード）

#### 漫画・書籍・作品集
- 東京トホホ会（1994年、週刊アスキー連載。イラスト、4コマ漫画）
- せがれ（1996年、グラパックジャパン、自主制作ビデオ）
- Ampibian （1996年、グラパックジャパン、自主制作CD）
- 人面牛 （1997年、トルバドールレコード、自主制作ビデオ）
- CGアニメボン（1997年、Spike）
- 秋元きつね本（1999年、日本国内初DVD付き書籍）
- とびだせがれGO!・せがれあるき（1999年、絵本、ソフトバンク）
- セケンのヨウス（2006年、自主制作CD）
  - Appearance of society（2013年、電子書籍 iBookstore）
- ミンナのヨウス（2010年、自主制作CD）
  - Everybody's situation（2013年、電子書籍 iBookstore）
- イッチョマエ（2012年、DVD）
  - Full Manhood（2013年、電子書籍 iBookstore）
- 妄想歌舞伎デイズ 第2章 / 市川染五郎＋君野倫子（2013年、電子書籍 iBookstore）
- ドジったーズ（2011年 - 、書籍・電子書籍 iBookstore、パブー）
- So What? / 鬼塚緑（2013年、電子書籍 iBookstore）
- WUBUQUAN / 鄧兵（2013年、電子書籍 iBookstore）
- 畑亜貴「死蝋月比古」CD「永遠無惨」（2013年）ネットショップ限定ポスター用4コマ漫画

ジラファント名義
- ホントホント（2008年、自主制作CD）
  - Really Really（2013年、電子書籍 iBookstore）
- 脳にNO!（2012年、冊子＋DVD）
  - Deceive your brain（2013年、電子書籍 iBookstore）
- 森のなかまたち（2012年、自主制作CD）
  - Fellow of forest（2013年、電子書籍 iBookstore）

Spiky Spoon名義
- it is（2014年、Sound Cloud/CD/iTunes Store）

### ノラビット!名義

#### テレビ番組
- おかあさんといっしょ（NHK教育（Eテレ））アニメーション
  - 「青い空を見あげて」（2008年）
  - 「ぴぴハピー」（2009年）
  - 「ひらひらひら」（2011年）
  - 「みんなみんなみんな」（2011年）
- おかあさんといっしょ あそびだいすき！（2005年～）オープニング、CDイラストなど
- いないいないばあっ!（NHK教育（Eテレ））アニメーション
  - 「バナナ・ブッブー」 （2009年）
  - 「びりびりびり」 （2010年〜）
  - 「ぶんぶんぶきゅーん」（2010年〜）DVD
  - 「いち、にの、さーん!」（2011年）

#### Webサイト
- ズントコトンズ（2004年、フジテレビKIDS内放映）
- ムダポロリ（2004年、au公式サイト）
- ノラトリアム（2005年、Shockwave.com内）
- ハナモスキー (2005年、MTV Networks Japan)
- おむつてんてん（2006年、Webコミック「少年タケシ」内配信）
- イベリ・コブタ（2007年、オリンパス特設サイト内）

#### 書籍・CD（イラスト）
- たにぞう＋中川ひろたかのうたあそび研究所！（2005年、世界文化社）
- たにぞう＋中川ひろたかのうたあそび運動会!（2006年、世界文化社）
- ひろみち＆たにぞうのみんなの運動会!（2007年、世界文化社）
- ひろみち＆たにぞうの踊る大運動会!（2008年、世界文化社）
- たにぞう+中川ひろたかのうたあそび12か月!（2008年、世界文化社）
- 運動会ロック盆踊り（2009年、キングレコード）
- ひろみち＆たにぞうの運動会だよ全員集合!（2009年、世界文化社）
- ひろみち＆たにぞうのワールドthe☆運動会（PriPriブックス）（2009年、世界文化社）
- ホップ・ステップ・ダンス!!～きよこと踊ろう★発表会ダンス（2009年、キングレコード）
- ケロポンズ「たのしいうたあそび」（2009年）
- 「急いで!消防車」（2009年、アイ企画、カラーパネルシアター）
- ケロポンズ「ケロポンズのゆかいなうたあそび」（2010年、キングレコード）
- 平城遷都1300年 記念CDせんとくんとめぐる奈良の旅（2010年、キングレコード）
- ひろみち＆たにぞうの運動会だよ、ドーンといってみよう！（2011年、世界文化社）
- ひろみち・たにぞうの元気がでる運動会（2012年、世界文化社）
- 「となりのとこやさん」佐藤弘道・たにぞう・秋元きつね（2012年、アイ企画、カラーパネルシアター）
- ひろみち・たにぞうの運動会デラックス!（2013年、世界文化社／キングレコード）
- ひろみち・たにぞうの運動会デラックス!（2013年）
- 保育月刊誌「PriPri」たにぞうコラム「男子はつらいよ!」（2013年、世界文化社）

## ディスコグラフィー
- 平沢進 参加作品
  - 時空の水（1989年9月1日）
  - サイエンスの幽霊 (1990年6月25日)
  - error CD (1990年10月25日)
  - HALDYN DOME (2012年2月29日）